# Verdinaso
El Verdinaso (Verbond van Dietsche Nationaal-Solidaristen - «Unión de Nacional-Solidaristas Neerlandeses»), a veces dicho como Dinaso, fue un partido político autoritario y de inspiración fascista en Bélgica y los Países Bajos durante la década de 1930. Fue fundado por Joris van Severen, Jef François, Wies Moens y Emiel Thiers el 6 de octubre de 1931 (en el Hôtel Richelieu en Gante) y, en 1937, desarrolló un ala paramilitar que vestía camisas verdes (DINASO Militanten Orde).

## Carácter e historia
El partido estaba en contra de la democracia parlamentaria y finalmente abogó por una sociedad corporativa gobernada por el rey belga. Como tal, nunca participó en las elecciones y nunca se convirtió en un grupo de presión política fuerte. 
El Verdinaso abogó originalmente por el nacionalismo flamenco y holandés. Propuso la unión de Flandes con los Países Bajos y Luxemburgo para formar Dietsland o Diets Rijk ("Imperio Neerlandés"), justificando esto sobre la base de una historia común de las tres tierras bajo los burgundios, y la regla emblemática de Carlos I En 1932, dos de sus líderes, François y Van Severen, fueron elegidos para la Cámara de Diputados; el mismo año, se unió al partido Victor Leemans, quien escribió la obra Het nationaal-socialisme, una apología al nacionalsocialismo. 
Después de 1934, Verdinaso cambió su enfoque hacia una identidad belga alrededor de 1939, convirtiéndose en un partido bilingüe (franco-neerlandés), creyendo que el estado belga debería fundarse en el corporativismo católico, un modelo económico interpretado por Verdinaso a partir de la enseñanza social católica, y similar al Integralismo y la Acción Francesa (una influencia en Van Severen). El partido se opuso virulentamente al comunismo de izquierda y al capitalismo liberal de derecha; también era algo antisemita, y en ocasiones expresaba la opinión de que los judíos, así como los masones, constituían un poder oculto que trabajaba en contra de los intereses de Dietsland. 
En las elecciones del 24 de mayo de 1936, Verdinaso se presentó en una lista común con otros nacionalistas flamencos bajo el denominador común Vlaams Nationaal Block, obteniendo el 13% de los votos y 16 escaños adjuntos; en 1939, alcanzó el 15% de los votos y 17 escaños. La DINASO Militanten Orde tenía alrededor de 3.000 miembros, agrupados bajo el liderazgo de François, y editó los periódicos Recht en Trouw y De Vlag (colocados bajo el liderazgo de Moens). 
Cuando estalló la Segunda Guerra Mundial, Van Severen fue asesinado en Abbeville, Francia, sospechoso de ser un agente de Alemania, y como parte de algunas ejecuciones de rexistas y comunistas belgas (ambos grupos eran sospechosos de activismo proalemán, justificado por el Pacto Ribbentrop-Mólotov en el caso de este último). Como consecuencia, el Verdinaso perdió una dirección clara (a pesar del reemplazo de Van Severen con François), y finalmente se vio obligado a unirse a la Unión Nacional Flamenca el 5 de mayo de 1941. Sin embargo, algunos de los miembros de Verdinaso, que abogaban por un fuerte régimen autoritario belga en torno al rey Leopoldo III, se unieron a la resistencia contra la ocupación alemana.

## Ideología

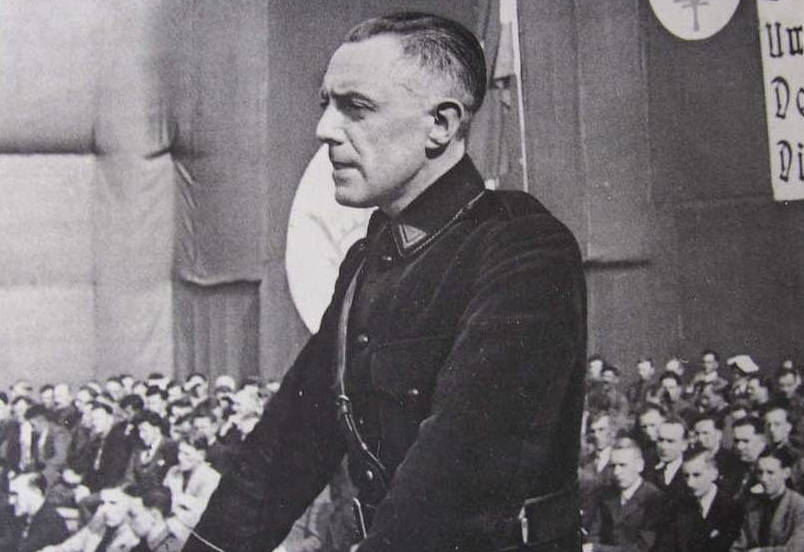
Fundador y líder de Verdinaso, Joris Van Severen.

Verdinaso se basó en la ideología del "nacional-solidarismo", que era una doctrina social que era fuertemente antimarxista y anticapitalista. El partido deseaba reformar la sociedad en un sentido orgánico, es decir, crecer de forma gradual y natural con respeto por su propia naturaleza, historia y tradición. Verdinaso se opuso tanto al liberalismo como a la democracia parlamentaria. Con el Verdinaso, Van Severen quería formar una élite líder que conquistara el poder en el estado a través de su estilo y acción, en lugar de derrocarlo. El Verdinaso se inclinó hacia la Revolución Conservadora, más específicamente con los Jóvenes Conservadores. También estuvo la influencia de la Action Française nacionalista de Charles Maurras.

## Miembros notables
- Jef François
- Ward Hermans
- Victor Leemans
- Wies Moens
- Joris Van Severen